# Vilansosa
Vilansosa és una masia de la Molsosa (Solsonès) inclosa a l'Inventari del Patrimoni Arquitectònic de Catalunya. Està situada a 657 m d'altitud.
Per anar-hi cal prendre la carretera asfaltada que surt del km. 8,2 de la carretera de Calaf a Vallmanya (41° 46′ 36″ N, 1° 30′ 36″ E / 41.776746°N,1.509979°E) en direcció a la Molsosa i Castelltallat, tal com està indicat. S'hi arriba en 2,4 km. Es troba a peu de carretera.

## Descripció
Masia tradicional del terme municipal de La Molsosa, construïda segurament en diverses etapes, però que conserva bastant bé el seu caràcter secular. Es tracta d'un gran cos central amb coberta de dos aiguavessos i façana perfectament simètrica. Cal destacar la construcció de les finestres amb ampits de motllures esculpides en pedra del país.
Adossats a la casa central, hi ha tota una sèrie d'edificis auxiliars.